# Peromyscus gratus
Peromyscus gratus — вид гризунів родини Cricetidae. Зустрічається в Мексиці й пд.-зх. Нью-Мексико. Його назва посилається на Вілфреда Хадсона Осгуда. Повідомляється про різноманітні місця проживання на висотах 1829–3110 метрів, він може віддавати перевагу передгір'ям, вкритим чагарниковою рослинністю. Зазвичай асоціюється зі скелястими середовищами існування, особливо з темними потоками лави. Однак його також можна знайти в різноманітних середовищах існування, починаючи від оброблених земель і закінчуючи хвойними гірськими лісами.